# Propstei Rheinhessen und Nassauer Land
Die Propstei Rheinhessen und Nassauer Land ist eine der fünf Propsteien (Regionalgliederungen) der Evangelischen Kirche in Hessen und Nassau (EKHN). Die Propstei koordiniert und unterstützt die Arbeit der evangelischen Dekanate und Gemeinden in ihrem Zuständigkeitsbereich und wird durch einen Propst geleitet.

## Geografische Lage
Die Propstei Rheinhessen und Nassauer Land umfasst das linksrheinisch gelegene Rheinhessen und einen Teil des rechtsrheinischen ehemaligen Herzogtums Nassau und damit weitestgehend die in Rheinland-Pfalz gelegenen Teile der EKHN. Die beiden Gebiete bilden keine zusammenhängende Fläche.

## Aufgaben und Struktur
Die EKHN ist in fünf Propsteien eingeteilt. Die Pröpste sind Mitglieder der Kirchenleitung und nehmen in ihrer Region die bischöflichen Aufgaben wahr. Dazu zählen:
- Sorge für die öffentliche Verkündigung,
- Ordination der Pfarrpersonen
- Organisation der Stellenbesetzung
- Amtseinführungen
- Organisation theologischer Fortbildungen
- Seelsorge für Pfarrpersonen
- Dienstaufsicht über die Dekanate

Zur Propstei gehören fünf Dekanate:
- Dekanat Alzey-Wöllstein (entstanden 2020 durch Fusion der Dekanate Alzey und Wöllstein)
- Dekanat Ingelheim-Oppenheim (entstanden 2019 durch Fusion der Dekanate Ingelheim und Oppenheim)
- Dekanat Mainz
- Dekanat Nassauer Land (entstanden 2020 durch Fusion der Dekanate Diez, Nassau und St. Goarshausen)
- Dekanat Worms-Wonnegau  (entstanden 2001 durch Fusion der Dekanate Osthofen und Worms)

Dienstsitz der Propstei ist Mainz. Pröpstin ist seit 2022 Henriette Crüwell. Die Propstei umfasst rund 200 Gemeinden mit insgesamt 250.000 Mitgliedern.

## Historische Entwicklung
Der südliche Teil der Propstei ist weitgehend mit der ehemaligen Provinz Rheinhessen des Großherzogtums Hessen identisch. Dieses Gebiet gelangte mit dem Wiener Kongress 1816 an das Großherzogtum.
Alle lutherischen und reformierten Gemeinden in Rheinhessen wurden in die Evangelische Landeskirche in Hessen eingegliedert. Die große Mehrheit der Gemeindeglieder entschied sich in zwei Abstimmungen 1817/18 und 1819/20 für die Union der lutherischen und reformierten Gemeinden, die am 25. Dezember 1822 umgesetzt wurde. Gleichzeitig wurde bei der Provinzialregierung in Mainz ein Kirchen- und Schulrat geschaffen und Mainz der Sitz der Superintendentur für Rheinhessen.
1874 erhielt die Landeskirche des Großherzogtums nach dem Vorbild der Rheinisch-Westfälischen Kirchenordnung von 1835 eine Verfassung mit presbyterial-synodalen Elementen, die nach Wegfall des Großherzogs als „summus episcopus“ 1918 durch eine neue Kirchenverfassung 1922 ersetzt wurde.
Bei der Neugliederung der 1934 durch Fusion von drei Kirchen entstandenen Evangelischen Landeskirche Nassau-Hessen wurde die Superintendentur Rheinhessen als Propstei Rheinhessen zu einer von damals fünf Propsteien der Landeskirche.
Das Dekanat Nassauer Land, das selbst erst zum 1. Januar 2016 durch Fusion der drei Dekanate Diez, Nassau und St. Goarshausen entstanden war und bis September 2017 zur Propstei Süd-Nassau gehört hatte, wurde zum 1. Oktober 2017 im Zuge der Neuordnung der Propsteibereiche der EKHN der Propstei Rheinhessen angeschlossen. Dieses Gebiet, der mittlere Teil des ehemaligen Herzogtums Nassau, das 1866 von Preußen annektiert worden war, ist nahezu deckungsgleich mit dem heutigen Rhein-Lahn-Kreis. Als Name der Propstei war zunächst „Rheinhessen und Rhein-Lahn“ vorgesehen; noch vor dem Inkrafttreten des Propsteibereichegesetzes wurde aber durch ein neues Gesetz der jetzige Name beschlossen.

## Pröpste
- 1934–1945: Otto Colin (ab 1945 bis 1949 suspendiert)[12]
- 1945–1956: Reinhard Becker (ab 1945 zunächst kommissarischer Superintendent, 1950 zum Propst gewählt)[13]
- 1956––000: Karl Trabandt
- 1973–1991: Helmut Kern
- 1991–2000: Hermann Petersen
- 2000–2022: Klaus-Volker Schütz
- 2022––000: Henriette Crüwell

## Engagement
Das Dekanat Nassauer Land pflegt seit 1981 eine Partnerschaft mit dem Kirchendistrikt Mabira im Nordosten von Tansania. Die Dekanate der ehemaligen Propstei Rheinhessen sind seit 1986 mit der Evangelischen Kirche der Minahasa, Gereja Masehi Injili di Minahasa (GMIM), in Indonesien verbunden.